# La Ola está de fiesta
Se conoce con el nombre de La Ola está de fiesta a varias producciones artísticas infantiles, realizadas por Flavia Palmiero entre los años 1989 y 1990: una obra de teatro (1989), tres producciones discográficas (1989-1990) y un programa de TV (1990).

## Programa de TV
La Ola está de fiesta fue uno de los programas infantiles más exitosos de historia de la televisión argentina alcanzando los 30 puntos de rating diarios. Estuvo conducido por Flavia Palmiero y fue producido por Gustavo Yankelevich y trasmitido por Canal 9 de Buenos Aires.
Durante este ciclo televisivo, la joven conductora, estuvo acompañada por el muñeco Pelín, cuya voz en off era del locutor Leonardo Greco, el ballet infantil del coreógrafo Raúl Martorel y el grupo de niños bailarines denominados Los Pelines. Entre ellos: Nicolás Cabré, Agustina Cherri, Valeria Britos, Javier Belgeri, Marcela Crotolari, entre otros.
Es recordado fundamentalmente por las canciones que interpretaba Flavia y que quedaron plasmadas en dos discos, La Ola está de fiesta - Los Lubitos (julio de 1989) y La Ola está de fiesta Volumen 2 - Flavia y los Pelines (febrero de 1990). Escritas y compuestas por Raúl Tortora, Cris Morena y Carlos Nilson lograron el medio millón de discos vendidos. Ambos álbumes fueron editados por la CBS, hoy Sony Music.
Tras la renuncia y pase de Gustavo Yankelevich a Telefe el ciclo terminó el 31 de diciembre de 1990. Con su salida también se fue Leonardo Greco para conducir El Mundo de Disney. 
El 1 de enero de 1991 Flavia Palmiero reapareció por la pantalla de Canal 9 con un nuevo programa titulado Flavia está de fiesta.

## Confusión entre La Ola está de fiesta y La Ola Verde
La Ola está de fiesta muchas veces es confundida con el programa infantil La Ola Verde. Esta confusión se debe principalmente a que ambos ciclos televisivos fueron conducidos por Flavia Palmiero, y que luego del pase de la conductora a Canal 9 Libertad llegaron a coexistir simultáneamente en el aire durante diciembre de 1989 y los primeros meses de 1990. 
Otra de las causantes de dicha confusión es que durante las vacaciones de invierno de 1989, el programa estrena en el Teatro Maipo la obra infantil titulada La Ola está de fiesta, de donde salió el segundo álbum llamado La Ola está de fiesta - Los Lubitos, cuyas canciones eran interpretadas por Flavia Palmiero también durante el ciclo La Ola Verde en TV.

### Teatro
- La Ola está de fiesta - Temporada 1989
- Flavia y la Ola están de fiesta - Temporada 1990

### Televisión
- verano del 90: las olas, los verdes y la fiesta

- Grock, el recolector de estrellas

- Datos: Q5964570